# No.
No. は、番号を示す数字の前に置かれる記号であり、英語では numero sign と呼ぶ。日本語では「ナンバー（英語: number）」と読まれる。番号記号の # と意味はほぼ同じで、たとえば「No. 5」なら5番の意である。番号を意味する語の省略形 no. の最初の文字を大文字とし記号化された。
元々ラテン語で「数えると」という意味の numero（numerus の単数奪格）の最初と最後の文字を取って no. となった。ロマンス語圏では、各国語で相当する語（スペイン語: número、ポルトガル語: número、フランス語: numéro、イタリア語: numero など）の略とも解釈される。英語でも number の省略形は no. である。

## 表記
No の「o」を上部に書く（No）、「o」の下にアンダーバーを引く（No、No）、「o」でなく「°」を使用する （N°）など、いろいろな表記があるが、共通して同じ意味である。

## 各言語での違い

### スペイン語
スペイン語では記号というより、単に número（番号）という単語の省略形である。スペイン語で単語を省略形にする時には、末尾の何文字かを下線付きの上付き小文字で表記する（voladitas と呼ぶ）。したがって número を省略形にすると単数ならば no、複数ならば nos となる。同様な省略形として、たとえば Fco は Francisco（人名）、Ma は María（人名）の省略形である。
否定詞の no と紛らわしいため、No. という表記はしない。

### フランス語
フランス語では numéro（番号）という単語とほぼ対応しており、表記法は様々である（No. · no. · No · no など）。複数形では s がつき nos などとなる。
英語・イタリア語・スペイン語などとは違って、フランス語には no という単語はないため、混乱することはない。

### ロシア語
キリル文字には「N」という字はないのだが、ロシア語では記号として「№」が使われており、コンピュータやタイプライタのキーボードにもこの記号がある（数字の3と同じキー・JISキーボードでは#の位置）。ロシア語ではこの記号を「Знак номера」と呼ぶ。

### その他のヨーロッパ言語
この表記を使わない言語もある。ドイツ語では、代わりに Nr.（独: Nummer の省略形）が使われる。

## コンピュータでの表現
Unicodeにはこの記号が文字様記号ブロックに U+2116 として収録されている。コードチャートのグリフは「№」となっている（ただしこのグリフに強制力はない）。
しかしこの文字は、レガシー標準との互換性のために導入された互換文字であり、互換性維持以外の目的での使用は推奨されない。分解マッピングは「<compat> 004E 006F」（004E = N、006F = o）なので、「No」と（必要ならばこれにマークアップを施して）書くことが推奨される。
キリル文字や東アジアの文字集合にはこの文字が含まれているものもある。たとえば、JIS X 0208（JIS第1・第2水準）には含まれていないが、JIS X 0213（JIS第3・第4水準）には含まれている。
8ビット文字集合では、「No」のほか、「N°」（2文字目が度記号）、「No.」（最後にピリオド）、「Nº」（2文字目が序数標識）などとも書かれる。

## 符号位置
| 記号 | Unicode | JIS X 0213 | 文字参照         | 名称 |
| ---- | ------- | ---------- | ---------------- | ---- |
| №    | U+2116  | 1-13-66    | &#x2116; &#8470; |      |